# Antang, Guangdong
Antang (kinesiska: 安塘) är ett stadsdelsdistrikt i sydöstra Kina. Det ligger i stadsdistriktet Yuncheng i staden Yunfu i provinsen Guangdong, omkring 110 kilometer väster om provinshuvudstaden Guangzhou. Antalet invånare är 20 096. Befolkningen består av 9 303 kvinnor och 10 793 män. Barn under 15 år utgör 17,0 %, vuxna 15-64 år 70 %, och äldre över 65 år 11,0 %.